# Queens
| Stadsdeel                         | County           | Geschat inw. 1 juli 2017 | Opp. in km² |
| --------------------------------- | ---------------- | ------------------------ | ----------- |
| Manhattan                         | New York         | 1.664.727                | 59          |
| The Bronx                         | Bronx            | 1.471.160                | 109         |
| Brooklyn                          | Kings            | 2.648.771                | 183         |
| Queens                            | Queens           | 2.358.582                | 281         |
| Staten Island                     | Richmond         | 479.458                  | 151         |
| New York totaal                   | New York totaal  | 8.622.698                | 784         |
| New York (staat)                  | New York (staat) | 19.849.399               | 122.284     |
| Bron: United States Census Bureau |                  |                          |             |

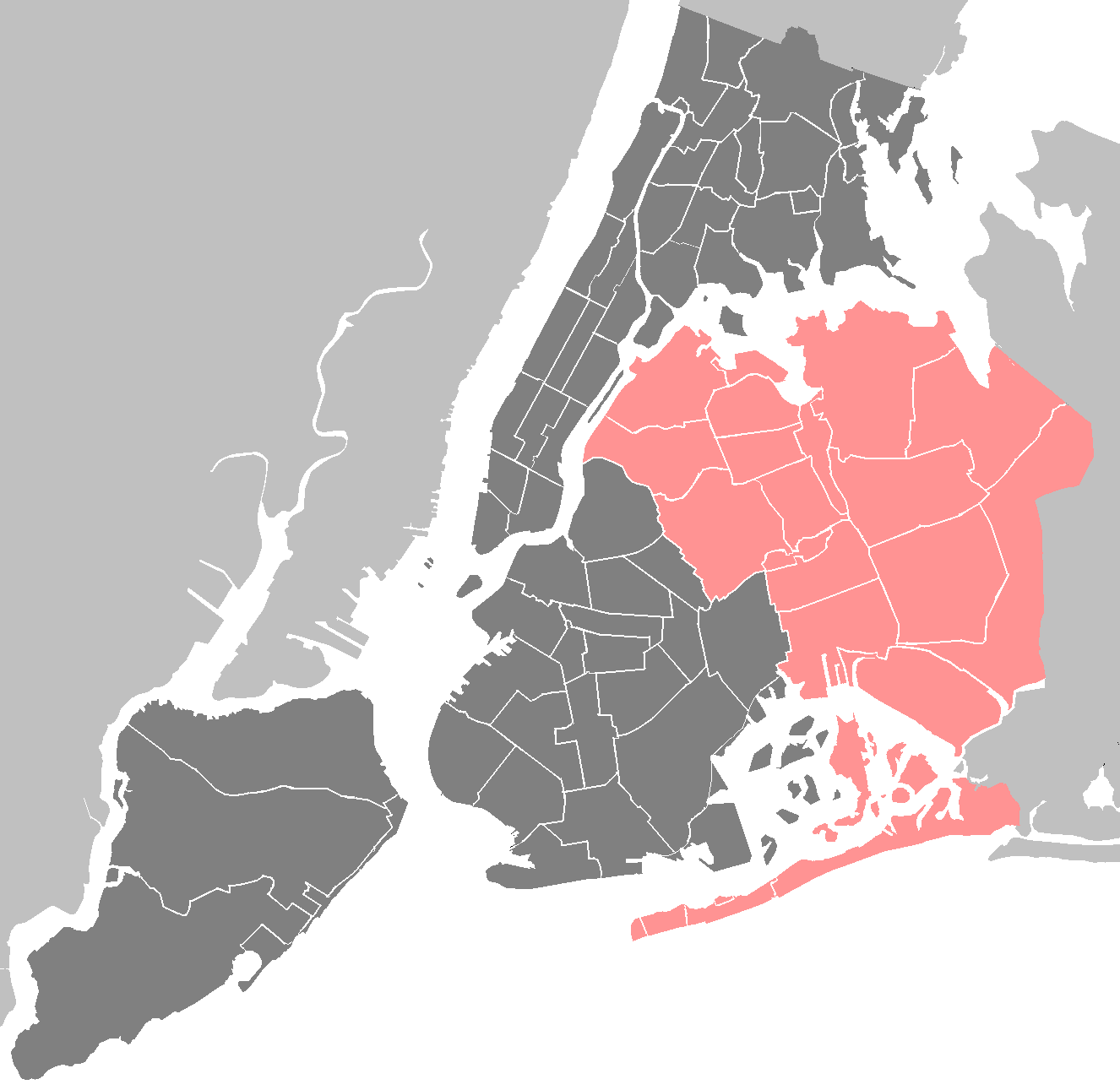
Locatie in New York

Queens is een county in de Amerikaanse staat New York, en het grootste (in oppervlakte) stadsdeel (borough) van de stad New York. Queens bestaat uit meerdere delen waaronder Jamaica, Long Island City, Flushing en Rockaway.
Queens heeft twee belangrijke instituten voor hoger onderwijs: Queens College en Saint John's University.

## Geschiedenis
Queens was een van de oorspronkelijke twaalf counties van de Engelse provincie New York, ingesteld in 1683.
Na de verovering van de Nederlandse kolonie Nieuw-Nederland door de Engelsen in 1664 en 1674, werd deze provincie New York, die een veel groter gebied omvatte dan de huidige staat New York, omgevormd in een Engelse, later Britse, kroonkolonie.
De oorspronkelijke Queens county besloeg het gebied van het huidige stadsdeel Queens en de huidige county Nassau. De hoofdplaats was Jamaica.
Oorspronkelijk waren er vijf gemeenten (townships of towns): Flushing (Vlissingen), Jamaica (Rustdorp), Hempstead (Heemstede), Newtown (Middelburgh) en Oyster Bay. In 1784 scheidde North Hempstead zich af van Hempstead. In 1870 splitste het nabij Manhattan gelegen noordwestelijk deel van Newtown zich af als Long Island City.
Op 1 januari 1898 werd het westelijk deel van Queens county, met Flushing, Jamaica, Long Island City en Newtown en met het schiereiland Rockaway, dat bij Hempstead hoorde, bij de stad New York ingelijfd. De gemeentebesturen in dit deel en het countybestuur werden afgeschaft.
Op 1 januari 1899 werd de huidige county Nassau gevormd, die het resterend gebied omvat, met Hempstead, North Hempstead en Oyster Bay.

## Wijken
Queens telt vele wijken en is onderverdeeld in vier postcode gebieden. Deze gebieden zijn Long Island City (111), Jamaica (114), Flushing (113) en Far Rockaway (116). Het postkantoor van Floral Park, uit Nassau County bedient een klein deel van het noordoosten van Queens. Elk gebied heeft een hoofdpostkantoor en heeft meerdere kleinere postkantoren met elk een eigen postcodenummer.
Queens telt in totaal veertien wijken en elke wijk heeft zijn eigen identiteit. Bewoners van de wijken identificeren zich nauwelijks als New-Yorker, maar als inwoner van hun wijk.
1. Flushing, is een van de grootste wijken van Queens en heeft een grote en groeiende Aziatische gemeenschap. De gemeenschap bestaat uit Chinezen, Koreanen en Zuid-Aziaten. De Aziaten wonen voornamelijk in het oosten, tegen de grens van Nassau County. De wijk kent van oudsher Italiaanse Amerikanen, Latino-Amerikanen en Grieken. Het kruispunt Main Street, Kissena Boulevard en 41st Avenue wordt gezien als het centrum van Flushing en fungeert ook als centrum voor Flushing Chinatown, ook wel bekend als 'Chinese Manhattan'. Deze gemeenschap is een van de grootste Chinatowns en er wonen meer dan 30.000 in China geboren Chinezen.[2]
2. Howard Beach, Whitestone & Middle Village, Deze wijken huisvesten veel Italiaanse Amerikanen.
3. Ozone Park en South Ozone Park, deze twee wijken huisvesten veel Italianen, Spanjaarden en Guyanezen.
4. Rockaway Beach, bestaande uit o.a. Hammels, deze wijk kent een hoge Iers-Amerikaanse bevolking.
5. Astoria, in het noordwesten, is oorspronkelijk een wijk waar de meeste Grieken buiten Griekenland wonen. Tegenwoordig wonen er veel Spaans-Amerikanen, Italiaanse Amerikanen. Ook heeft de wijk groeiende gemeenschappen van immigranten uit het Midden-Oosten, de Balkan en komen er veel jongeren uit Manhattan er wonen. Nabij de grens van Long Island City, bevindt zich een groot daklozenopvang project, Queensbridge. In deze wijk bevindt zich ook Long Island City.
6. Maspeth en Ridgewood, in deze twee wijken wonen veel Oost-Europese immigranten, waaronder Polen, Roemenen en andere Slavische volkeren. Ridgewood heeft ook een grote Spaanse populatie.
7. Jackson Heights en Elmhurst, in deze twee wijken wonen veel Spanjaarden, Tibetanen en Zuid-Aziatische volkeren. Jackson Heights staat bekend als 'Little Colombia' door de impact van de Colombianen in de buurt. Ook heeft Jackson Heights de een na grootste LGBT gemeenschap in New York City.
8. Woodside, deze wijk heeft een hoge Amerikaans-Filipijnse populatie en staat ook wel bekend als 'Little Manilla'. Ook wonen er veel Ierse Amerikanen. De meeste Filipijnse Amerikanen wonen in Hollis en Queens Village.
9. Richmond Hills, ook wel bekend als 'Little Guyana', staat bekend om zijn grote populatie van Guyaanse immigranten. Ook wonen er veel Punjabi's in de wijk. Daarom staat de wijk ook bekend als 'Little Punjabi'.
10. Rego Park, Forest Hills, Kew Gardens en Kew Gardens Hill, deze wijken huisvesten oorspronkelijk veel Joden, oorspronkelijk kwamen de Joden uit Duitsland en Oost-Europa. Maar tegenwoordig wonen er ook Joden uit Israël, Iran en de voormalige Sovjet-Unie. Ook komen er steeds meer Aziaten in deze wijken wonen, met name Chinezen.
11. Jamaica Estates, Jamaica Hills, Hillcrest, Fresh Meadows en Hollis Hills, deze wijken huisvesten ook veel Joden en Aziaten.
12. Jamaica, in deze wijk wonen veel Afro-Amerikanen, Cariben en Centraal Amerikanen. In deze wijk wonen vooral Afro-Amerikanen uit de midden-klasse. Naast deze wijk wonen er ook veel Afro-Amerikanen in Saint Albans, Queens Village, Cambria Heights, Springfield Gardens, Rosedale, Laurelton en Briarwood.
13. Bellerose en Floral Park, deze twee wijken huisvesten oorspronkelijk Iers Amerikanen, maar hebben tegenwoordig een hoge populatie van Aziaten en Indianen
14. Corona en Corona Heights, ook wel bekend als Little Italy, was oorspronkelijk een Italiaanse wijk met een hoge populatie van Afro-Amerikanen. Tussen 1920 en 1960 waren deze buurten heel hecht. Tegenwoordig hebben deze buurten de hoogste concentratie Spaanstalige.

## Sport
In het Flushing Meadows-park liggen twee topsportlocaties:
het Citi Field-stadion is de thuishaven van het honkbalteam de New York Mets, het USTA Billie Jean King National Tennis Center is de locatie van het US Open-tennistoernooi.

## Veiligheid en zorg

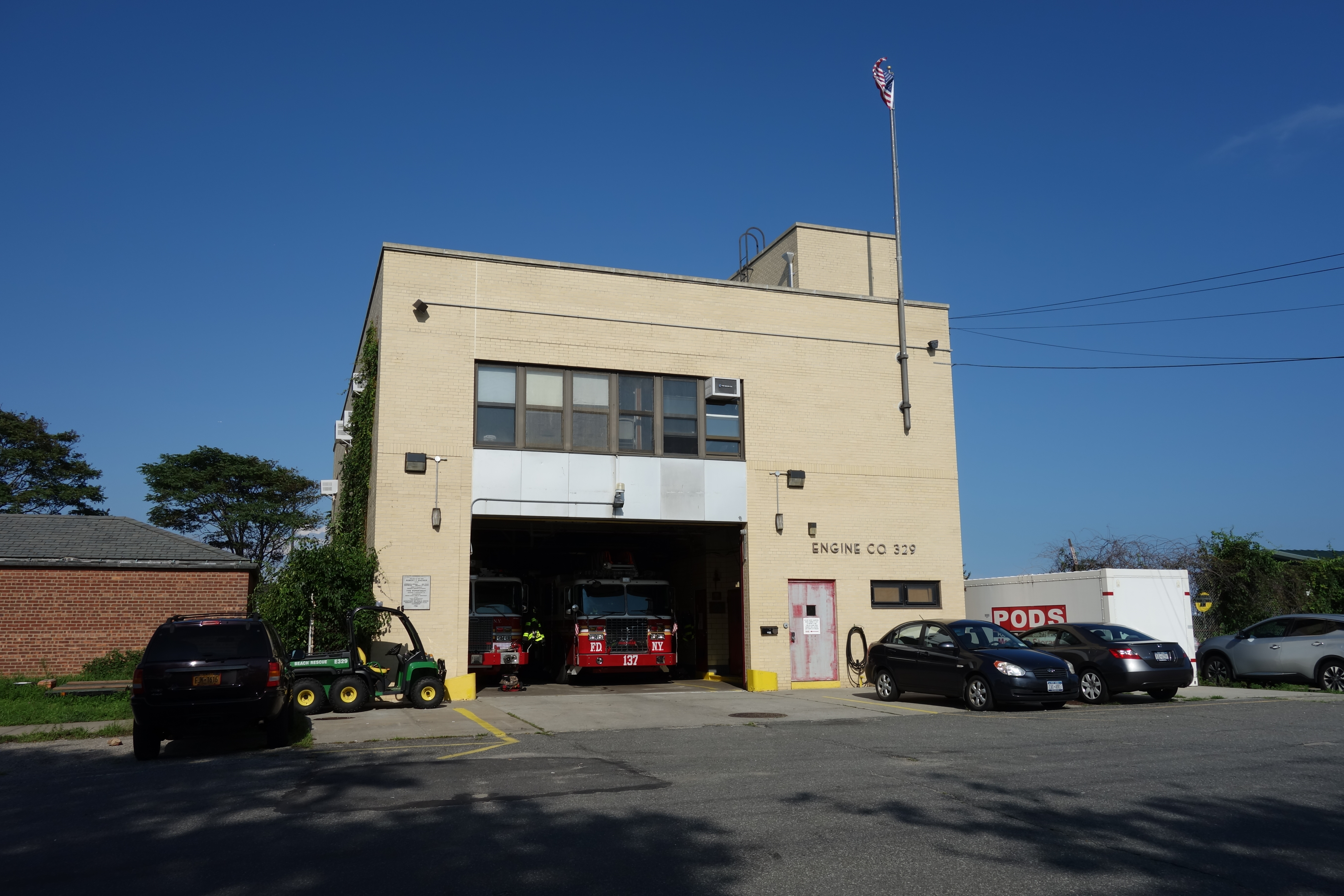
Brandweerkazerne in Queens

### Brandweer
Queens heeft in totaal 58 brandweerkazernes. Hiervan zijn 50 brandweerkazernes van de New York City Fire Department en 8 van vrijwillige brandweerkorpsen.
Deze 58 brandweerkazernes beschermen een gebied van 282 vierkante kilometer, en een bevolking van 2.993.280 mensen. Dit houdt in dat elke 40.332 mensen onder de bescherming vallen van één brandweerkazerne

### Politie

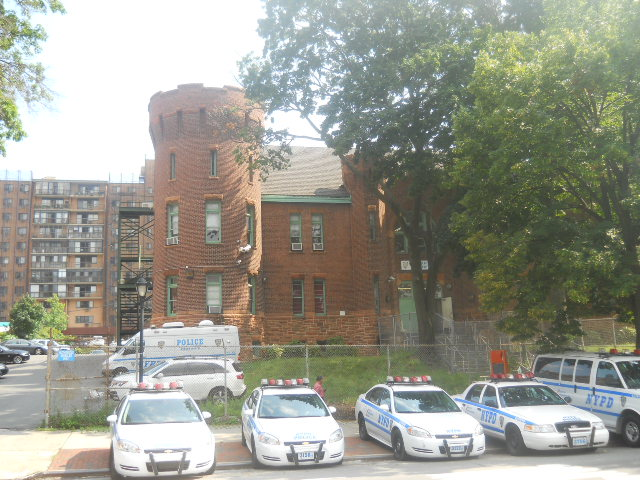
Politiebureau in Queens

Er zijn zestien politiebureaus (Precincts) te vinden in Queens. De Port Authority of New York and New Jersey Police (PAPD) houdt toezicht op de twee vliegvelden in Queens, John F. Kennedy International Airport en LaGuardia Airport.
Ook heeft Queens een Sheriff's Department, maar de Sheriff heeft geen recht op wetshandhaving, maar doet opdrachten voor de civiele rechter.

### Zorg

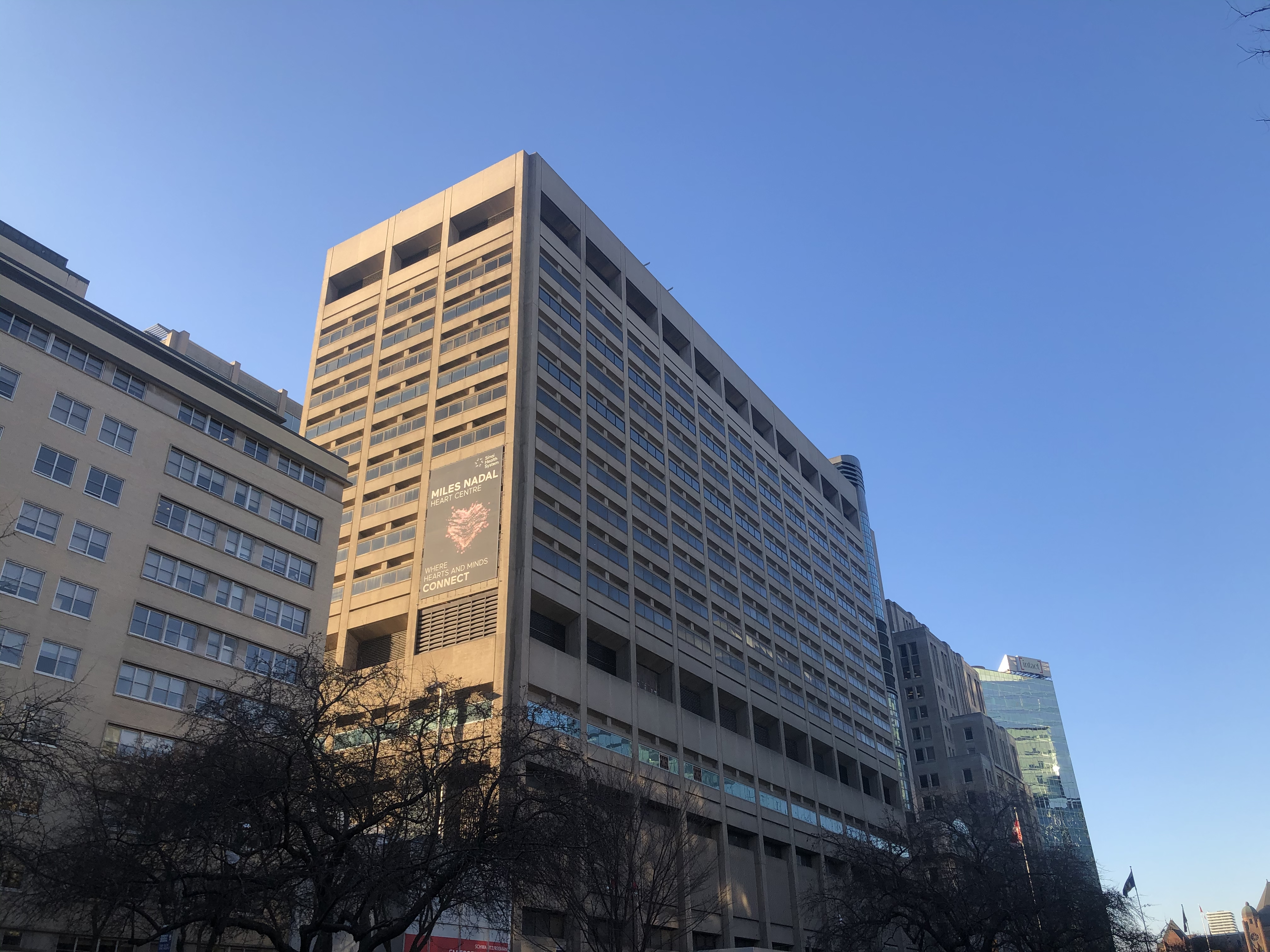
Mount Sinai Hospital

Er zijn in totaal veertien ziekenhuizen en medische centra in Queens te vinden. Hiervan zijn Mount Sinai en NewYork-Presbyterian/Queens de grootste.

## Bekende personen uit Queens
- Ethel Merman (1908-1984), zangeres en actrice
- Richard Feynman (1918-1988), natuurkundige (broer van Joan Feynman)
- Iris Apfel (1921-2024), zakenvrouw en mode-icoon
- Tony Bennett (1926-2023), zanger
- Dovima (1927-1990), fotomodel
- Joan Feynman (1927–2020), astrofysicus (zus van Richard Feynman)
- Jerry Stiller (1927-2020), acteur en vader van Ben Stiller
- Gordon Willis (1931-2014), filmcameraman
- Suzy Parker (1932-2003), actrice en supermodel
- Margo Guryan (1937-2021), singer-songwriter
- Maryanne Trump Barry (1937-2023), rechter
- Bernard Madoff (1938-2021), fraudeur
- Thom Christopher (1940-2024), acteur
- Art Garfunkel (1941), singer-songwriter
- Stephen Jay Gould (1941-2002), paleontoloog, geoloog en evolutiebioloog
- Milford Graves (1941-2021), jazzdrummer en -percussionist
- Tobin Bell (1942) acteur
- Martin Scorsese (1942), filmregisseur
- Christopher Walken (1943), acteur
- Jeff Wayne (1943), muzikant en componist
- Donald Trump (1946), 45e en 47e president van de Verenigde Staten
- Barbara Bach (1947), actrice en topmodel
- Melanie (Safka) (1947-2024), singer-songwriter
- Bernadette Peters (1948), actrice
- Roy Bittan (1949), toetsenist en pianist (E Street Band)
- Bill Viola (1951-2024), videokunstenaar
- Joey Ramone (1951-2001), zanger van The Ramones
- Charles Camarda (1952), astronaut
- Harvey Weinstein (1952), producent en studiobaas
- Paul Stanley (1952), co-frontman, slaggitarist en vocalist van Kiss
- Ron Jeremy (1953), pornoster
- Cyndi Lauper (1953), zangeres
- Ray Abruzzo (1954), acteur
- Lucinda Jenney (1954), actrice
- Bob Weinstein (1954), producent en studiobaas
- Kevin Burnham (1956-2020), zeiler
- David Caruso (1956), acteur
- Loretta Schrijver (1956-2025), Nederlands tv-presentatrice
- Fran Drescher (1957), actrice
- Ray Romano (1957), acteur en komiek
- John McEnroe (1959), tennisser
- Jennifer Rush (1960), zangeres
- Steven Weber (1961), acteur
- Keith Diamond (1962), acteur
- Hank Azaria (1964), acteur en komiek
- John Leguizamo (1964), Colombiaans-Amerikaans acteur
- Joseph Simmons (1964), rapper
- Jam Master Jay (1965-2002), rapper
- Ron Eldard (1965), acteur
- LL Cool J (1968), rapper en acteur
- Lucy Liu (1968), Chinees-Amerikaanse actrice
- Robia LaMorte (1970), actrice en danseres
- Drea de Matteo (1972), actrice
- Adrian Brody (1973), acteur
- George Hincapie (1973), wielrenner
- Nas (1973), rapper
- Peter Facinelli (1973), acteur
- Carlos Dengler (1974), bassist van de band Interpol
- Curtis James Jackson III (1975), beter bekend als 50 Cent
- Ja Rule (1976), rapper
- N.O.R.E. (1976), rapper
- Casey Benjamin (1978-2024), jazzsaxofonist, -toetsenist, producent en songwriter
- Kara Goucher (1978), atlete
- Tony Yayo (1978), rapper
- Nargis Fakhri (1979), actrice en model
- Anthrax (1981), metalband
- Lloyd Banks (1982), rapper
- Nicki Minaj (1982), Trinidadiaans-Amerikaans rapper en zangeres
- Mobb Deep (1992), hiphopduo
- Phyllis Francis (1992), atlete

Fictieve figuren uit Queens zijn onder anderen: George Costanza (Seinfeld), Fran Fine (The Nanny), Doug Heffernan (The King of Queens), Joey Tribbiani (Friends), de familie Bunker (Archie, Edith en Gloria) uit All in the Family en Peter Parker ofwel Spider-Man.